# Innerochsenbach
Innerochsenbach ist eine Katastralgemeinde der Gemeinde Ferschnitz im Bezirk Amstetten in Niederösterreich. Innerochsenbach war früher eine eigene Ortschaft und ist heute ein Ortsteil von Ferschnitz.
Die Katastralgemeinde befindet sich östlich von Ferschnitz. Weiter im Osten liegt die Katastralgemeinde Außerochsenbach, ein Teil der benachbarten Gemeinde Steinakirchen am Forst.

## Geschichte
Laut Adressbuch von Österreich waren im Jahr 1938 in Innerochsenbach ein Gastwirt, ein Schmied und einige Landwirte ansässig.

## Siedlungsentwicklung

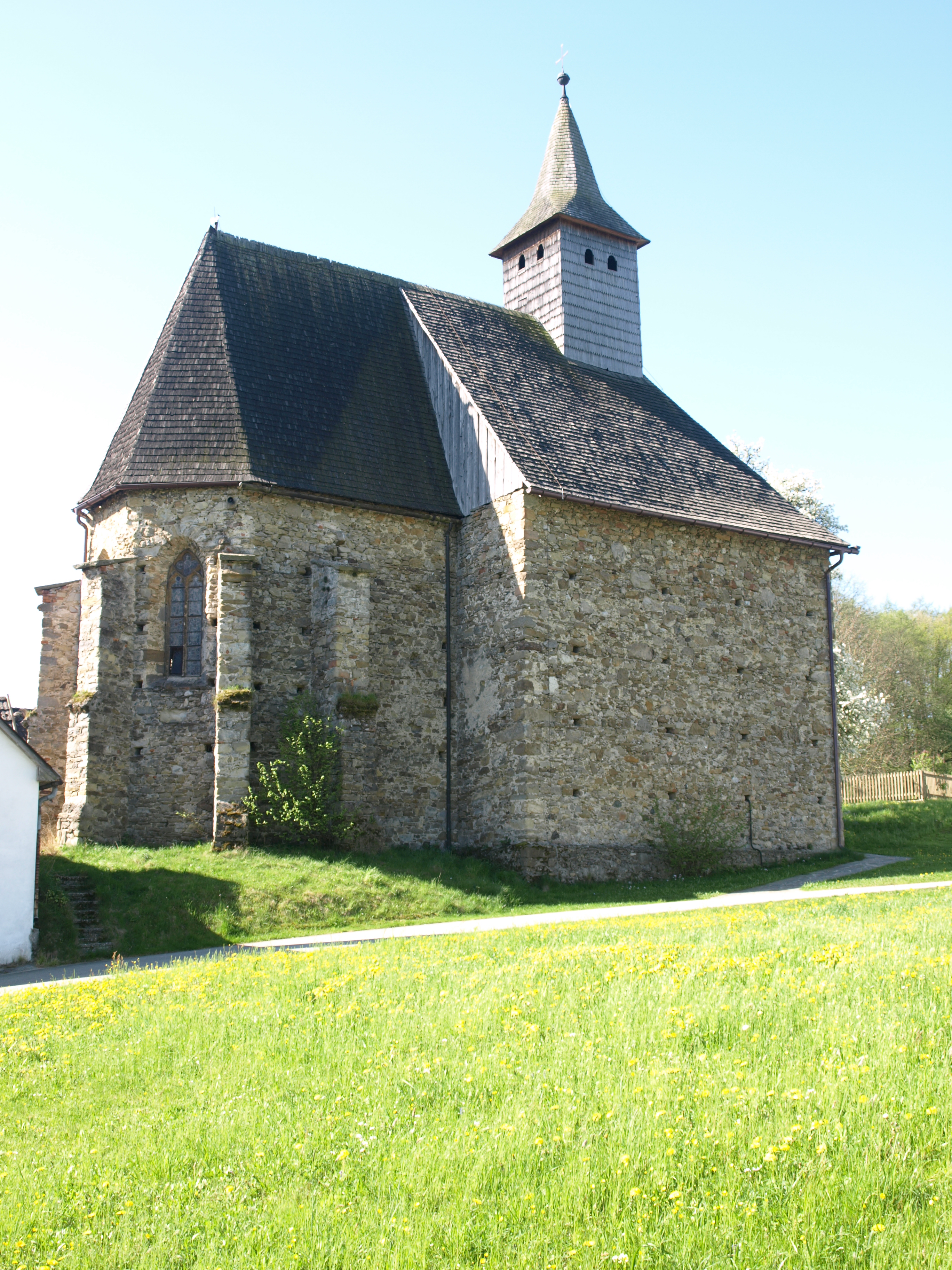
Filialkirche Innerochsenbach

Zum Jahreswechsel 1979/1980 befanden sich in der Katastralgemeinde 93 Bauflächen auf insgesamt 28713 m² und 82 Gärten auf 209180 m², 1989/1990 waren es ebenso 93 Bauflächen. 1999/2000 war die Zahl der Bauflächen auf 99 angewachsen und 2009/2010 waren es 83 Gebäude auf 131 Bauflächen.

## Landwirtschaft
Die Katastralgemeinde Innerochsenbach ist hauptsächlich durch Landwirtschaft geprägt. 341 Hektar wurden zum Jahreswechsel 1979/1980 landwirtschaftlich genutzt und 46 Hektar waren forstwirtschaftlich geführte Waldflächen. 1999/2000 wurde auf 359 Hektar Landwirtschaft betrieben und 46 Hektar waren als forstwirtschaftlich genutzte Flächen ausgewiesen. Ende 2018 waren 345 Hektar als landwirtschaftliche Flächen genutzt und Forstwirtschaft wurde auf 36 Hektar betrieben. Die durchschnittliche Bodenklimazahl von Innerochsenbach beträgt 40,8 (Stand 2010).

## Kultur und Sehenswürdigkeiten
- Katholische Filialkirche Innerochsenbach hl. Martin
- Bürgerhaus auf Innerochsenbach 5